# Nederlandse kampioenschappen indooratletiek 2013
De Nederlandse kampioenschappen indooratletiek 2013 werden op zaterdag 16 en zondag 17 februari 2013 georganiseerd. Plaats van handeling was het sportcentrum Omnisport Apeldoorn.
Het NK Indoor Meerkamp werd gehouden in het weekend van 9 en 10 februari in Apeldoorn.

## Uitslagen

### 60 m
| rang   | atleet          | prestatie |
| ------ | --------------- | --------- |
| Goud   | Jerry Joseph    | 6,86 s    |
| Zilver | Maarten Heisen  | 6,93 s    |
| Brons  | Maxim Ouwendijk | 7,01 s    |

| rang   | atlete          | prestatie |
| ------ | --------------- | --------- |
| Goud   | Dafne Schippers | 7,26 s    |
| Zilver | Jamile Samuel   | 7,28 s    |
| Brons  | Eva Lubbers     | 7,36 s    |

### 200 m
| rang   | atleet         | prestatie |
| ------ | -------------- | --------- |
| Goud   | Jerrel Feller  | 21,21 s   |
| Zilver | Paul Robers    | 21,77 s   |
| Brons  | Sander Pupella | 22,12 s   |

| rang   | atlete            | prestatie |
| ------ | ----------------- | --------- |
| Goud   | Tessa van Schagen | 23,63 s   |
| Zilver | Kadene Vassell    | 23,84 s   |
| Brons  | Janice Babel      | 23,96 s   |

### 400 m
| rang   | atleet               | prestatie |
| ------ | -------------------- | --------- |
| Goud   | Jesper Arts          | 47,38 s   |
| Zilver | Youssef el Rhalfioui | 47,73 s   |
| Brons  | Bjorn Blauwhof       | 47,93 s   |

| rang   | atlete             | prestatie |
| ------ | ------------------ | --------- |
| Goud   | Madiea Ghafoor     | 53,30 s   |
| Zilver | Marit Dopheide     | 53,66 s   |
| Brons  | Nicky van Leuveren | 54,87 s   |

### 800 m
| rang   | atleet            | prestatie |
| ------ | ----------------- | --------- |
| Goud   | Thijmen Kupers    | 1.48,65   |
| Zilver | Robert Lathouwers | 1.48,95   |
| Brons  | Wouter de Boer    | 1.50,09   |

| rang   | atlete          | prestatie |
| ------ | --------------- | --------- |
| Goud   | Sanne Verstegen | 2.08,99   |
| Zilver | Danaïd Prinsen  | 2.09,10   |
| Brons  | Marlies Manders | 2.09,12   |

### 1500 m
| rang   | atleet        | prestatie |
| ------ | ------------- | --------- |
| Goud   | Mark Nouws    | 3.52,07   |
| Zilver | Menno Zuidema | 3.54,69   |
| Brons  | Stefan Wessel | 3.54,95   |

| rang   | atlete           | prestatie |
| ------ | ---------------- | --------- |
| Goud   | Evelien Ruijters | 4.26,84   |
| Zilver | Helen Hofstede   | 4.26,98   |
| Brons  | Manon Kruiver    | 4.35,20   |

### 3000 m
| rang   | atleet         | prestatie |
| ------ | -------------- | --------- |
| Goud   | Wouter Ploeger | 8.20,06   |
| Zilver | Tijs Groen     | 8.20,98   |
| Brons  | Edwin de Vries | 8.23,62   |

| rang   | atlete              | prestatie |
| ------ | ------------------- | --------- |
| Goud   | Helen Hofstede      | 9.45,23   |
| Zilver | Jamie van Lieshout  | 9.46,24   |
| Brons  | Sabine van de Reijt | 9.46,37   |

### 5000 m snelwandelen/3000 m snelwandelen
| rang   | atleet              | prestatie |
| ------ | ------------------- | --------- |
| Goud   | Richard Leijenaar   | 25.45,14  |
| Zilver | Colin Versteeg      | 26.13,45  |
| Brons  | Wilfried van Bremen | 26.32,74  |

| rang   | atlete                         | prestatie |
| ------ | ------------------------------ | --------- |
| Goud   | Sandra Maas                    | 18.30,08  |
| Zilver | Yvonne Grootswagers-Leermakers | 19.57,13  |
| Brons  | Loes van Bremen van den Beemt  | 19.58,72  |

### 60 m horden
| rang   | atleet         | prestatie |
| ------ | -------------- | --------- |
| Goud   | Erik Leeflang  | 7,80 s    |
| Zilver | Koen Smet      | 7,81 s    |
| Brons  | Pelle Rietveld | 7,90 s    |

| rang   | atlete           | prestatie |
| ------ | ---------------- | --------- |
| Goud   | Sharona Bakker   | 8,11 s    |
| Zilver | Rosina Hodde     | 8,18 s    |
| Brons  | Suzanne Williams | 8,36 s    |

### verspringen
| rang   | atleet            | prestatie |
| ------ | ----------------- | --------- |
| Goud   | Marius Kranendonk | 7,57 m    |
| Zilver | Pieter Braun      | 7,38 m    |
| Brons  | Fabian Florant    | 7,34 m    |

| rang   | atlete             | prestatie |
| ------ | ------------------ | --------- |
| Goud   | Dafne Schippers    | 6,28 m    |
| Zilver | Valentine Kortbeek | 6,14 m    |
| Brons  | Brenda Baar        | 6,08 m    |

### hink-stap-springen
| rang   | atleet           | prestatie |
| ------ | ---------------- | --------- |
| Goud   | Fabian Florant   | 16,45 m   |
| Zilver | David van Hetten | 14,89 m   |
| Brons  | Erwin Slokker    | 14,56 m   |

| rang   | atlete            | prestatie |
| ------ | ----------------- | --------- |
| Goud   | Meruska Eduarda   | 12,62 m   |
| Zilver | Nora Ritzen       | 12,35 m   |
| Brons  | Tamara Middelburg | 12,13 m   |

### hoogspringen
| rang   | atleet           | prestatie |
| ------ | ---------------- | --------- |
| Goud   | Jan Peter Larsen | 2,21 m    |
| Zilver | Douwe Amels      | 2,14 m    |
| Brons  | Marco Caspers    | 2,06 m    |

| rang   | atlete          | prestatie |
| ------ | --------------- | --------- |
| Goud   | Sietske Noorman | 1,84 m    |
| Zilver | Nadine Broersen | 1,84 m    |
| Brons  | Lieke Muller    | 1,76 m    |

### polsstokhoogspringen
| rang   | atleet             | prestatie |
| ------ | ------------------ | --------- |
| Goud   | Eelco Sintnicolaas | 5,37 m    |
| Zilver | Robbert-Jan Jansen | 5,37 m    |
| Brons  | Cyriel Verberne    | 5,37 m    |
| Brons  | Jorn Bakker        | 5,37 m    |

| rang   | atlete           | prestatie |
| ------ | ---------------- | --------- |
| Goud   | Rianna Galiart   | 4,11 m    |
| Zilver | Femke Pluim      | 3,80 m    |
| Brons  | Killiana Heymans | 3,80 m    |

### kogelstoten
| rang   | atleet              | prestatie |
| ------ | ------------------- | --------- |
| Goud   | Erik van Vreumingen | 18,40 m   |
| Zilver | Patrick Cronie      | 18,00 m   |
| Brons  | Tom Corstjens       | 17,50 m   |

| rang   | atlete            | prestatie |
| ------ | ----------------- | --------- |
| Goud   | Melissa Boekelman | 16,85 m   |
| Zilver | Corinne Nugter    | 15,61 m   |
| Brons  | Pamela Kiel       | 14,50 m   |

### Zevenkamp/Vijfkamp[1]
| rang   | atleet             | prestatie |
| ------ | ------------------ | --------- |
| Goud   | Eelco Sintnicolaas | 6341 p    |
| Zilver | Pelle Rietveld     | 5678 p    |
| Brons  | Harald Bust        | 5513 p    |

| rang   | atlete           | prestatie |
| ------ | ---------------- | --------- |
| Goud   | Lieke Muller     | 3659 p    |
| Zilver | Sophie Klumper   | 3515 p    |
| Brons  | Lentine Klaassen | 3338 p    |

1969 · 
1970 · 
1971 · 
1972 · 
1973 · 
1974 · 
1975 · 
1976 · 
1977 · 
1978 · 
1979 ·
1980 · 
1981 · 
1982 · 
1983 · 
1984 · 
1985 · 
1986 · 
1987 · 
1988 · 
1989 · 
1990 · 
1991 · 
1992 · 
1993 · 
1994 · 
1995 · 
1996 · 
1997 · 
1998 · 
1999 · 
2000 · 
2001 · 
2002 · 
2003 · 
2004 · 
2005 · 
2006 · 
2007 · 
2008 · 
2009 · 
2010 · 
2011 · 
2012 · 
2013 · 
2014 ·
2015 ·
2016 ·
2017 ·
2018 ·
2019 · 
2020 · 
2021 · 
2022 · 
2023 · 
2024 · 
2025